# Ina Justh
Ina Justh (* 19. Dezember 1969 in Großenhain) ist eine ehemalige deutsche Ruderin aus der Deutschen Demokratischen Republik, die ab 1991 in der deutschen Nationalmannschaft ruderte.

## Karriere
Ina Justh startete in der DDR für den SC Einheit Dresden. Bei den Junioren-Weltmeisterschaften 1987 siegte sie zusammen mit ihrer Schwester Liane Justh im Zweier ohne Steuerfrau. 1989 gewann bei den DDR-Meisterschaften der Vierer ohne Steuerfrau mit Christiane Harzendorf, Heike Winkler, Annegret Strauch und Ute Wagner den Titel. Bei den Ruder-Weltmeisterschaften 1989 in Bled rückte Ina Justh für Heike Winkler ins Boot und gewann bei ihrem ersten Weltmeisterschaftsstart im Erwachsenenbereich auf Anhieb den Titel. 1990 siegte Justh zusammen mit Birte Siech bei den letzten DDR-Rudermeisterschaften im Zweier ohne Steuerfrau. Beim letzten großen Auftritt der DDR-Rudernationalmannschaft gewannen die beiden die Bronzemedaille bei den Weltmeisterschaften in Tasmanien.
1991 wechselte Justh zum Ruderverein Saarbrücken. Obwohl sie bei den deutschen Meisterschaften nur den zweiten Platz belegt hatte, gehörte sie zum deutschen Achter bei der Weltmeisterschaft in Wien, das Boot belegte den fünften Platz. 1992 gewann Justh ihren ersten deutschen Meistertitel im Achter und qualifizierte sich für die Olympischen Spiele in Barcelona.
Nach der Eröffnungsfeier kam Ina Justh ins Krankenhaus, konnte wegen einer Blinddarmoperation nicht an den Start gehen. Ersatzfrau Dana Pyritz ist für sie eingesprungen. Der Achter gewann Bronze.
1993 siegten Gabriele Mehl, Antje Frank, Birte Siech und Ina Justh bei den Deutschen Meisterschaften im Vierer ohne Steuerfrau, bei den Ruder-Weltmeisterschaften 1993 belegte das Boot den vierten Platz. Nach zwei Jahren Pause kehrte Justh 1996 noch einmal zurück, sie gewann mit dem Achter den deutschen Meistertitel. Bei den Olympischen Spielen 1996 in Atlanta, belegte der deutsche Achter den achten Platz.